# Borgata Mirafiori
Borgata Mirafiori è un piccolo borgo storico di Torino situato in zona Mirafiori, nel quartiere Mirafiori Sud. La sua evidente urbanistica di "paesino" lo caratterizza rispetto a quella moderna dell'area circostante.
È delimitato da Strada Comunale di Mirafiori, Via Domenico Coggiola, Strada Castello di Mirafiori e Corso Unione Sovietica.

## Storia
Il borgo nasce nel diciassettesimo secolo come un'area cascinale agricola per servire il Castello di Mirafiori, divenendo poi residenziale col tempo (senza perdere la struttura e l'estetica rurale).
Il 17 febbraio 2014, alla presenza del sindaco di Torino Piero Fassino, Strada Comunale di Mirafiori è stata "inaugurata" dopo quasi un anno di restauro e rivalorizzazione.